# Primus (pils)
Primus is een Belgisch bier van lage gisting. Het bier wordt gebrouwen door Brouwerij Haacht te Boortmeerbeek.

## Achtergrond
De naam “Primus” verwijst naar Jan I van Brabant of “Jan Primus”, hertog van Brabant en Limburg in de tweede helft van de 13e eeuw.

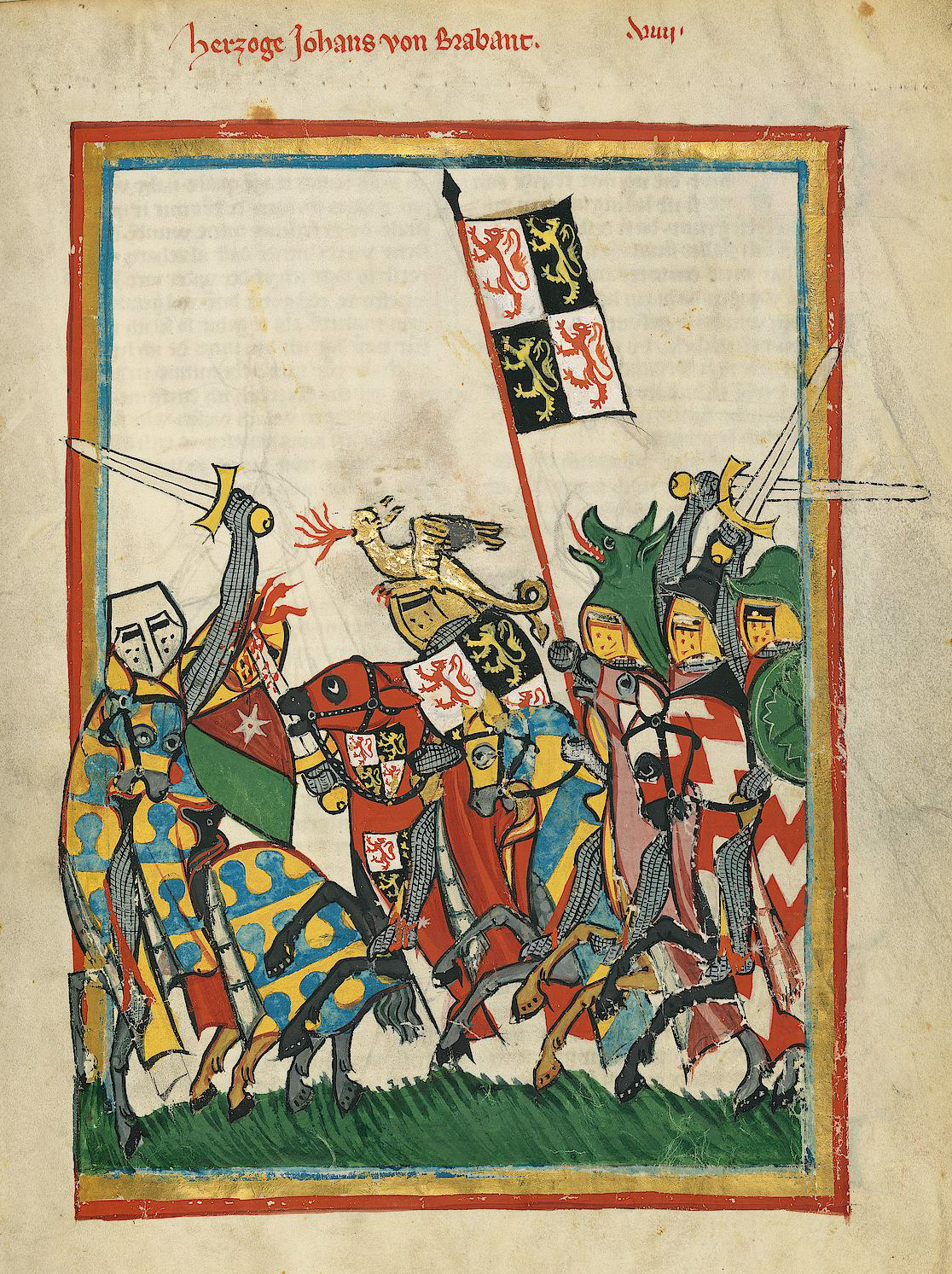
Jan Primus in de Codex Manesse

## Het bier
Primus is een blonde premium pils met een alcoholpercentage van 5,2% die erkend is als Vlaams-Brabants streekproduct. De term “premium” wijst op een iets hogere kwaliteit (alcoholpercentage) dan sommige andere pilsbieren. Het bier werd gelanceerd in 1975.

## Prijzen
- In 2013 kreeg Primus 3 sterren op de Superior Taste Award van het International Taste & Quality Institute.[2]